# Suore minime dell'Addolorata
Le Suore Minime dell'Addolorata sono un istituto religioso femminile di diritto pontificio.

## Storia

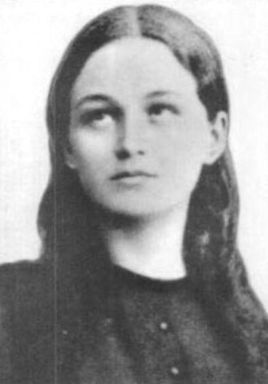
Clelia Barbieri, fondatrice della congregazione

Il 1º maggio 1868 Clelia Barbieri (1847-1870) e tre compagne, sotto la guida del parroco locale Gaetano Guidi, iniziarono a condurre vita comune in una casa presso la chiesa di Le Budrie di San Giovanni in Persiceto, a insegnare il catechismo e a preparare i giovani ai sacramenti: la fraternità venne detta delle Minime dell'Addolorata in onore di san Francesco di Paola e della Vergine dei Dolori, il culto dei quali era particolarmente vivo nella parrocchia
Il cardinale Lucido Maria Parocchi approvò la congregazione ad experimentum il 26 ottobre 1879 e il suo successore alla guida dell'arcidiocesi di Bologna, il cardinale Domenico Svampa, concesse alle Minime dell'Addolorata il riconoscimento di istituzione di diritto diocesano.
L'istituto, aggregato all'ordine dei Servi di Maria dal 9 gennaio 1951, ricevette il pontificio decreto di lode il 20 marzo 1934 e venne approvata definitivamente dalla Santa Sede il 24 gennaio 1949.
La Barbieri, beatificata nel 1968, venne proclamata santa da papa Giovanni Paolo II il 9 aprile 1989.

## Attività e diffusione
Le Minime dell'Addolorata si dedicano a diverse opere di evangelizzazione, di educazione e di assistenza, particolarmente a favore dei poveri, degli ammalati e degli emarginati.
Oltre che in Italia, sono presenti in Brasile, India e Tanzania: la sede generalizia è a Bologna.
Alla fine del 2008 l'istituto contava 294 religiose in 36 case.